# Gregor Haloander
Gregor Haloander (né Gregor Meltzer en 1501 à Zwickau - 7 septembre 1531) est un juriste allemand. Il a rédigé une édition commentée des Pandectes de l'empereur byzantin Justinien.

## Biographie
Gregor Meltzer naît en 1501 à Zwickau. 
Il étudie à Leipzig et Bologne. De retour en Allemagne, il s'insatlle à Nuremberg où il publie ses ouvrages sur les Pandectes de 1529 à 1531. Il obtient le soutien de la ville de Nuremberg pour mener à bien cette entreprise, à la suite de l'avis très favorable de Willibald Pirckheimer et à l'appui de Philippe Mélanchthon.
Il meurt à Venise le 7 septembre 1531,.

## Œuvres
- (la) Digestorum seu Pandectarum libri quinquaginta... (editio Norembergae per Gregorium Haloandrum), Nuremberg, 1529 [lire en ligne]
- (la) Institutionum seu Elementorum D. Justiniani... libri quattuor, Nürnberg, 1529
  - (it) Corpus Iuris civilis, Paris, Charlotte Guillard, 1540 (lire en ligne)
- (la) Codicis Dn. Iustiniani... ex repetita praelectione libri XII à Gregorio Haloandro... purgati recognitique, Nürnberg, 1530
- (la) Novellarum constitutionum Dn. Iustiniani principis, quae exstant, et ut exstant, volumen, Gregorio Haloandro interprete, Nürnberg, 1531

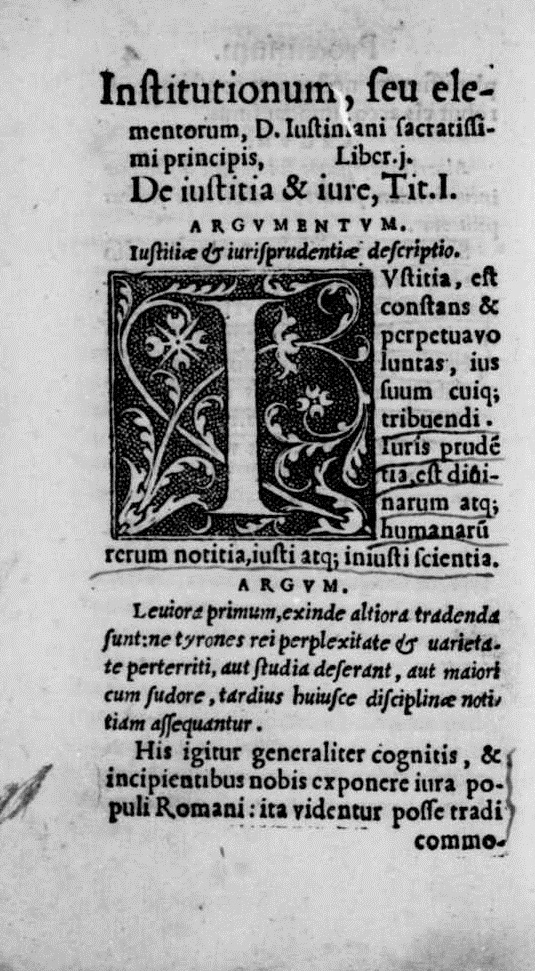
Corpus Iuris civilis, 1540